# Peperomia woytkowskii
Peperomia woytkowskii är en pepparväxtart som beskrevs av Truman George Yuncker. Peperomia woytkowskii ingår i släktet peperomior, och familjen pepparväxter. Inga underarter finns listade i Catalogue of Life.